# إركي (بوليا)
إركي (بالإيطالية: Erchie) هي بلدية في مقاطعة برينديزي في إقليم بوليا الإيطالي.

## السكان
في سنة 1861 بلغ عدد السكان 2٬393 نسمة، وتطور العدد ليصل في سنة 2011 لـ 8٬772 نسمة.
يظهر هذا المخطط البياني تطور النمو السكاني لـ إركي (بوليا)

## توأمة
لإركي (بوليا) اتفاقيات توأمة مع:
- سرقوسة